# Repino
Repino, in finlandese Kuokkala, è una località della Russia, a nord di San Pietroburgo, nella giurisdizione della stessa città.
La cittadina, che prima veniva nominata con il suo nome finlandese di Kuokkala, è stata così ribattezzata nel 1948 in onore del pittore Il'ja Efimovič Repin che qui risiedeva. La dacia dell'artista, I Penati, è stata trasformata in un museo.